# Stef Penney
Stef Penney (* 1969 in Edinburgh, Schottland, Vereinigtes Königreich) ist eine schottische Filmemacherin und Autorin.

## Leben
Penney wuchs in ihrer Heimatstadt auf. An der Bristol University machte sie einen Abschluss in Philosophie und Theologie, bevor sie sich dem Filmemachen zuwandte. Es entstanden drei Kurzfilme. Danach studierte sie Film- und Fernsehen am Bournemouth College of Art. Nach ihrem Abschluss am College wurde sie in das Förderprogramm für junge Schriftsteller (New Writers Scheme) des Fernsehsenders Carlton Television aufgenommen. Ferner schrieb sie 1996 für die Fernsehserie der BBC 10 X 10 einen Kurzfilm mit Anna Friel, bei dem sie auch Regie führte. Der Titel war You Drive Me. 2002 entstand für die inzwischen dem Sparzwang geopferte britische Filmförderung UK Film Council, ein digitaler Kurzfilm mit Lucy Russell als Star.
Penneys erster Roman The Tenderness of Wolves spielt im Kanada der 1860er Jahre. Da die Autorin in der Zeit, als sie den Roman schrieb, an Agoraphobie litt, hat sie Kanada nie aufgesucht und ihre Grundlagenforschungen für ihr Werk in Londoner Bibliotheken betreiben müssen.

## Auszeichnungen
- 2006: Costa Book Award für The Tenderness of Wolves.
- 2008: Theakston’s old Peculier Crime Novel of the Year für TheTenderness of Wolves.

## Veröffentlichungen
- The Tenderness of Wolves. Simon & Schuster, New York City 2006, ISBN 1-4165-4074-1.
  - deutsch von Stefanie Retterbush: Die Zärtlichkeit der Wölfe. Goldmann, München 2009, ISBN 978-3-442-47001-3.
- The Invisible Ones. Quercus, London 2012, ISBN 978-0-85738-293-1.
  - deutsch von Susanne Goga-Klinkenberg: Was mit Rose geschah. dtv, München 2013, ISBN 978-3-423-24961-4.